# Kupa e Shqipërisë 2010-2011
La Coppa d'Albania 2010-2011 è la 59ª edizione della competizione. Il torneo è cominciato il 21 settembre 2010 ed è terminato il 22 maggio 2011. La squadra vincitrice si qualifica per il secondo turno preliminare della UEFA Europa League 2011-2012.

## Formula
Alla coppa hanno partecipato squadre dei primi tre livelli del campionato albanese. Solo le 16 squadre di Kategoria e Dytë hanno preso parte ai due turni preliminari, disputati con partite di sola andata.

Le 4 squadre qualificate dai preliminari si sono unite alle 12 di Kategoria Superiore 2010-2011 e alle 16 di Kategoria e Parë per il tabellone principale del torneo. Tutti i turni fino alle semifinali si sono giocati con partite di andata e ritorno; la finale si è giocata in gara unica.

## Primo turno preliminare
Le partite si sono giocate il 21 settembre 2010.
| Squadra 1      | Risultato | Squadra 2      |
| -------------- | --------- | -------------- |
| Erzeni         | 4–1       | Veleçiku       |
| Memaliaj       | 2–0       | Himara         |
| Skrapari       | 3–1       | Olimpik Tirana |
| Albpetrol      | 0–2       | Butrinti       |
| Luzi 2008      | 2–0       | Iliria         |
| Turbina Cërrik | 1–3       | Sukhti         |
| Domozdova      | 2–0       | Delvina        |
| Sopoti         | 2–0       | Tepelena       |

## Secondo turno preliminare
Le partite si sono giocate il 28 settembre 2010.
| Squadra 1 | Risultato | Squadra 2 |
| --------- | --------- | --------- |
| Skrapari  | 2–0       | Erzeni    |
| Memaliaj  | 1–0       | Butrinti  |
| Luzi 2008 | 2–1       | Sukhti    |
| Sopoti    | 1–0       | Domozdova |

## Primo turno
L'andata si è giocata il 19 ottobre 2010, il ritorno il 2 novembre 2010.
| Squadra 1        | Totale | Squadra 2         | Andata | Ritorno |
| ---------------- | ------ | ----------------- | ------ | ------- |
| Luzi 2008        | 2–10   | Dinamo Tirana     | 0–3    | 2–7     |
| Skrapari         | 0–5    | Tirana            | 0–1    | 0–4     |
| Tomori           | 2–4    | Flamurtari Valona | 0–0    | 2–4     |
| Valona           | 1–7    | Shkumbini         | 0–3    | 1–4     |
| Bilisht Sport    | 2–4    | Kastrioti         | 2–2    | 0–2     |
| Besëlidhja       | 1–7    | Bylis Ballsh      | 1–3    | 0–4     |
| Ada              | 2–1    | Apolonia Fier     | 2–1    | 0–0     |
| Memaliaj         | 3–4    | Laçi              | 1–1    | 2–3     |
| Partizani Tirana | 0–1    | Kamza             | 0–1    | 0–0     |
| Sopoti           | 2–10   | Besa Kavajë       | 0–3    | 2–7     |
| Tërbuni Pukë     | 1–6    | Vllaznia          | 1–1    | 0–5     |
| Adriatiku        | 3–4    | Teuta             | 2–3    | 1–1     |
| Burreli          | 3–4    | Skënderbeu        | 2–2    | 1–2     |
| Gramshi          | 1–2    | Elbasani          | 0–0    | 1–2     |
| Luftëtari        | 1–2    | Gramozi           | 0–0    | 1–2     |
| Lushnja          | 4–2    | Pogradeci         | 0–1    | 4–1     |

## Secondo turno
| Squadra 1         | Totale | Squadra 2    | Andata | Ritorno |
| ----------------- | ------ | ------------ | ------ | ------- |
| Tirana            | 5–2    | Ada          | 3–0    | 2–2     |
| Dinamo Tirana     | 5–2    | Kamza        | 3–2    | 2–0     |
| Vllaznia          | 5–0    | Elbasani     | 1–0    | 4–0     |
| Besa Kavajë       | 1–0    | Lushnja      | 0–0    | 1–0     |
| Laçi              | 6–2    | Gramozi      | 2–2    | 4–0     |
| Flamurtari Valona | 0–1    | Bylis Ballsh | 0–0    | 0–1     |
| Shkumbini         | 5–3    | Kastrioti    | 3–1    | 2–2     |
| Skënderbeu        | 2–0    | Teuta        | 0–0    | 2–0     |

## Quarti di finale
| Squadra 1    | Totale    | Squadra 2     | Andata | Ritorno |
| ------------ | --------- | ------------- | ------ | ------- |
| Vllaznia     | 6–2       | Laçi          | 2–0    | 4–2     |
| Bylis Ballsh | 3–6       | Tirana        | 2–1    | 1–5     |
| Shkumbini    | 8–9 (dcr) | Dinamo Tirana | 2–1    | 1–2     |
| Skënderbeu   | 3–5       | Besa Kavajë   | 1–3    | 2–2     |

## Semifinali
| Squadra 1 | Totale    | Squadra 2     | Andata | Ritorno |
| --------- | --------- | ------------- | ------ | ------- |
| Tirana    | 2–1       | Besa Kavajë   | 1–0    | 1–1     |
| Vllaznia  | 2–2 (gfc) | Dinamo Tirana | 2–1    | 0–1     |

## Finale
| Arbitro: | Lorenc Jemini |

|           |                      |           |
| Pejić 53’ | Marcatori            | 20’ Brkić |
|           | Tiri di rigore 4 – 3 |           |